# Закмана-2 тема
Те́ма За́кмана-2 — тема в шаховій композиції в жанрі етюду. Суть теми — білі використовують чорного пішака, який закриває відступ чорному слону.

## Історія
Цю ідею в етюді запропонував на початку ХХ століття німецький шаховий композитор Франц Закман (12.07.1888 — 22.02.1927).
В етюді для досягнення мети білим потрібно знищити чорного слона. Завдяки маневрам білої фігури чорний слон опиняється в пастці, де для відступу на заваді йому опиняється власний чорний пішак.
Ідея дістала назву — тема Закмана-2, оскільки є ще інша тема в жанрі двоходових і багатоходових задач — тема Закмана-1.
|   | a                                                                                    | b                                                                                    | c                                                                                    | d                                                                                    | e                                                                                    | f                                                                                    | g                                                                                    | h                                                                                    |   |
| 8 | g8 чорний король · e6 білий король · d5 біла тура · d4 чорний пішак · h2 чорний слон | g8 чорний король · e6 білий король · d5 біла тура · d4 чорний пішак · h2 чорний слон | g8 чорний король · e6 білий король · d5 біла тура · d4 чорний пішак · h2 чорний слон | g8 чорний король · e6 білий король · d5 біла тура · d4 чорний пішак · h2 чорний слон | g8 чорний король · e6 білий король · d5 біла тура · d4 чорний пішак · h2 чорний слон | g8 чорний король · e6 білий король · d5 біла тура · d4 чорний пішак · h2 чорний слон | g8 чорний король · e6 білий король · d5 біла тура · d4 чорний пішак · h2 чорний слон | g8 чорний король · e6 білий король · d5 біла тура · d4 чорний пішак · h2 чорний слон | 8 |
| 7 | g8 чорний король · e6 білий король · d5 біла тура · d4 чорний пішак · h2 чорний слон | g8 чорний король · e6 білий король · d5 біла тура · d4 чорний пішак · h2 чорний слон | g8 чорний король · e6 білий король · d5 біла тура · d4 чорний пішак · h2 чорний слон | g8 чорний король · e6 білий король · d5 біла тура · d4 чорний пішак · h2 чорний слон | g8 чорний король · e6 білий король · d5 біла тура · d4 чорний пішак · h2 чорний слон | g8 чорний король · e6 білий король · d5 біла тура · d4 чорний пішак · h2 чорний слон | g8 чорний король · e6 білий король · d5 біла тура · d4 чорний пішак · h2 чорний слон | g8 чорний король · e6 білий король · d5 біла тура · d4 чорний пішак · h2 чорний слон | 7 |
| 6 | g8 чорний король · e6 білий король · d5 біла тура · d4 чорний пішак · h2 чорний слон | g8 чорний король · e6 білий король · d5 біла тура · d4 чорний пішак · h2 чорний слон | g8 чорний король · e6 білий король · d5 біла тура · d4 чорний пішак · h2 чорний слон | g8 чорний король · e6 білий король · d5 біла тура · d4 чорний пішак · h2 чорний слон | g8 чорний король · e6 білий король · d5 біла тура · d4 чорний пішак · h2 чорний слон | g8 чорний король · e6 білий король · d5 біла тура · d4 чорний пішак · h2 чорний слон | g8 чорний король · e6 білий король · d5 біла тура · d4 чорний пішак · h2 чорний слон | g8 чорний король · e6 білий король · d5 біла тура · d4 чорний пішак · h2 чорний слон | 6 |
| 5 | g8 чорний король · e6 білий король · d5 біла тура · d4 чорний пішак · h2 чорний слон | g8 чорний король · e6 білий король · d5 біла тура · d4 чорний пішак · h2 чорний слон | g8 чорний король · e6 білий король · d5 біла тура · d4 чорний пішак · h2 чорний слон | g8 чорний король · e6 білий король · d5 біла тура · d4 чорний пішак · h2 чорний слон | g8 чорний король · e6 білий король · d5 біла тура · d4 чорний пішак · h2 чорний слон | g8 чорний король · e6 білий король · d5 біла тура · d4 чорний пішак · h2 чорний слон | g8 чорний король · e6 білий король · d5 біла тура · d4 чорний пішак · h2 чорний слон | g8 чорний король · e6 білий король · d5 біла тура · d4 чорний пішак · h2 чорний слон | 5 |
| 4 | g8 чорний король · e6 білий король · d5 біла тура · d4 чорний пішак · h2 чорний слон | g8 чорний король · e6 білий король · d5 біла тура · d4 чорний пішак · h2 чорний слон | g8 чорний король · e6 білий король · d5 біла тура · d4 чорний пішак · h2 чорний слон | g8 чорний король · e6 білий король · d5 біла тура · d4 чорний пішак · h2 чорний слон | g8 чорний король · e6 білий король · d5 біла тура · d4 чорний пішак · h2 чорний слон | g8 чорний король · e6 білий король · d5 біла тура · d4 чорний пішак · h2 чорний слон | g8 чорний король · e6 білий король · d5 біла тура · d4 чорний пішак · h2 чорний слон | g8 чорний король · e6 білий король · d5 біла тура · d4 чорний пішак · h2 чорний слон | 4 |
| 3 | g8 чорний король · e6 білий король · d5 біла тура · d4 чорний пішак · h2 чорний слон | g8 чорний король · e6 білий король · d5 біла тура · d4 чорний пішак · h2 чорний слон | g8 чорний король · e6 білий король · d5 біла тура · d4 чорний пішак · h2 чорний слон | g8 чорний король · e6 білий король · d5 біла тура · d4 чорний пішак · h2 чорний слон | g8 чорний король · e6 білий король · d5 біла тура · d4 чорний пішак · h2 чорний слон | g8 чорний король · e6 білий король · d5 біла тура · d4 чорний пішак · h2 чорний слон | g8 чорний король · e6 білий король · d5 біла тура · d4 чорний пішак · h2 чорний слон | g8 чорний король · e6 білий король · d5 біла тура · d4 чорний пішак · h2 чорний слон | 3 |
| 2 | g8 чорний король · e6 білий король · d5 біла тура · d4 чорний пішак · h2 чорний слон | g8 чорний король · e6 білий король · d5 біла тура · d4 чорний пішак · h2 чорний слон | g8 чорний король · e6 білий король · d5 біла тура · d4 чорний пішак · h2 чорний слон | g8 чорний король · e6 білий король · d5 біла тура · d4 чорний пішак · h2 чорний слон | g8 чорний король · e6 білий король · d5 біла тура · d4 чорний пішак · h2 чорний слон | g8 чорний король · e6 білий король · d5 біла тура · d4 чорний пішак · h2 чорний слон | g8 чорний король · e6 білий король · d5 біла тура · d4 чорний пішак · h2 чорний слон | g8 чорний король · e6 білий король · d5 біла тура · d4 чорний пішак · h2 чорний слон | 2 |
| 1 | g8 чорний король · e6 білий король · d5 біла тура · d4 чорний пішак · h2 чорний слон | g8 чорний король · e6 білий король · d5 біла тура · d4 чорний пішак · h2 чорний слон | g8 чорний король · e6 білий король · d5 біла тура · d4 чорний пішак · h2 чорний слон | g8 чорний король · e6 білий король · d5 біла тура · d4 чорний пішак · h2 чорний слон | g8 чорний король · e6 білий король · d5 біла тура · d4 чорний пішак · h2 чорний слон | g8 чорний король · e6 білий король · d5 біла тура · d4 чорний пішак · h2 чорний слон | g8 чорний король · e6 білий король · d5 біла тура · d4 чорний пішак · h2 чорний слон | g8 чорний король · e6 білий король · d5 біла тура · d4 чорний пішак · h2 чорний слон | 1 |
|   | a                                                                                    | b                                                                                    | c                                                                                    | d                                                                                    | e                                                                                    | f                                                                                    | g                                                                                    | h                                                                                    |   |

1. Tg5+ Kf8 2. Th5 Lc7 3. Kd7 Lb6 4. Tb5 La7
5. Ta5 Lb6 6. Ta8+ K~ 7. Kc6 і виграш.